# Erna Herchenröder
Erna Herchenröder (* 6. März 1903 in Harpen; † 3. September 1977) war eine deutsche Politikerin und ehemalige Landtagsabgeordnete (SPD).

## Leben und Beruf
Nach dem Besuch der Volksschule und der Handelsschule war sie als Buchhalterin und von 1923 bis 1928 als Verwaltungsgehilfin bei der Stadtverwaltung Bochum tätig. Anschließend war sie als Hausfrau und zeitweise Geschäftsführerin beschäftigt.
1921 wurde Herchenröder Mitglied der SPD. Sie war in verschiedenen Gremien der SPD vertreten.

## Abgeordnete
Vom 23. Oktober 1953 bis zum 12. Juli 1958 war Herchenröder Mitglied des Landtags des Landes Nordrhein-Westfalen. Sie rückte in der zweiten Wahlperiode über die Reserveliste ihrer Partei nach und wurde in der dritten Wahlperiode im Wahlkreis 103 Bochum-Nordost direkt gewählt. 
Ab 1946 war sie Mitglied im Stadtrat der Stadt Bochum.